# París-Niça 1937
La París-Niça 1937 fou la 5a edició de la París-Niça. És un cursa ciclista que es va disputar entre el 9 i el 14 de març de 1937. La cursa fou guanyada pel francès Roger Lapébie, de l'equip Mercier-Hutchinson, per davant dels corredors del conjunt France Sports-Wolber, Sylvain Marcaillou i Albert van Schendel. El conjunt France Sport -Wolber s'imposa en la classificació per equips.
S'elimina l'ajuda entre corredors. Les grans marques aconsegueixen formar quatre equips més formats per individuals afins a elles. Es crea un premi per al millor equip anomenat Challenge Pathenôtre que guanya France Sport-Wolber.

## Participants
En aquesta edició de la París-Niça hi preneren part 99 corredors. 32 ho feien de forma individual i els altres 67 dintre dels equips Helyett-Hutchinson, Alcyon-Dunlop, Genial Lucifer-Hutchinson, Mercier-Hutchinson, Urago, France Sports-Wolber, Tendil. La prova l'acabaren 34 corredors. El guanyador de la prova, Roger Lapébie, militar en aquell moment, pot participar gràcies a un permís de vuit dies.

## Resultats de les etapes
| Etapes              | Data       | Recorregut              | Km     | Vencedor d'etapa   | Líder de la general |
| ------------------- | ---------- | ----------------------- | ------ | ------------------ | ------------------- |
| 1a etapa, 1r sector | 9 de març  | París-Orleans           | 105 km | René Le Grevès     | René Le Grevès      |
| 1a etapa, 2n sector | 9 de març  | Orleans-Nevers          | 157 km | Albert Beckaert    | Marcel Kint         |
| 2a etapa            | 10 de març | Nevers-Saint-Étienne    | 250 km | Fernand Mithouard  | Roger Lapébie       |
| 3a etapa            | 11 de març | Saint-Étienne-Aurenja   | 186 km | Giuseppe Martano   | Roger Lapébie       |
| 4a etapa, 1r sector | 12 de març | Aurenja-Cavaillon (CRE) | 59 km  | Marco Cimatti      | Roger Lapébie       |
| 4a etapa, 2n sector | 12 de març | Cavaillon-Marsella      | 176 km | Giuseppe Martano   | Roger Lapébie       |
| 5a etapa, 1r sector | 13 de març | Marsella-Toló           | 71 km  | Félicien Vervaecke | Roger Lapébie       |
| 5a etapa, 2n sector | 13 de març | Toló-Canes              | 125 km | Adrien Buttafocchi | Roger Lapébie       |
| 6a etapa            | 14 de març | Canes-Niça              | 135 km | Robert Tanneveau   | Roger Lapébie       |

## Etapes

### 1a etapa, 1r sector
9-03-1937. París-Orleans, 105 km.
Sortida neutralitzada: Hall del Petit Journal al carrer Lafayette de París. Sortida real: Carrefour de la Croix-de-Berny d'Antony.
Giuseppe Martano és penalitzat amb cinc minuts per utilitzar la roda del seu company d'equip Stefano Giuponne per solucionar una punxada.
|   | Ciclista         | Equip              | Temps      |
| - | ---------------- | ------------------ | ---------- |
| 1 | René Le Grevès   | Mercier-Hutchinson | 2h 42' 27" |
| 2 | Giuseppe Martano | Tendil             | m. t.      |
| 3 | Hubert Deltour   | Individual Alcyon  | m. t.      |

### 1a etapa, 2n sector
9-03-1937. Orleans-Nevers, 157 km.
|   | Ciclista          | Equip              | Temps      |
| - | ----------------- | ------------------ | ---------- |
| 1 | Albert Beckaert   | Alcyon Dunlop      | 3h 55' 18" |
| 2 | Marcel Kint       | Mercier-Hutchinson | m. t.      |
| 3 | Albertin Disseaux | Helyett-Hutchinson | m. t.      |

### 2a etapa
10-03-1937. Nevers-Saint-Étienne, 250 km.
Roger Lapébie ataca de sortida. El premi és posar-se de líder al final d'etapa.
|   | Ciclista           | Equip                | Temps      |
| - | ------------------ | -------------------- | ---------- |
| 1 | Fernand Mithouard  | Alcyon-Dunlop        | 7h 03' 32" |
| 2 | Roger Lapébie      | Mercier-Hutchinson   | +1' 01"    |
| 3 | Sylvain Marcaillou | France Sports-Wolber | +2' 13"    |

### 3a etapa
11-03-1937. Saint-Étienne-Aurenja, 186 km.
Fermo Camellini i Dante Gianello són expulsats de la prova al fer part de l'etapa enganxats en els cotxes de dues seguidores.
|   | Ciclista         | Equip              | Temps      |
| - | ---------------- | ------------------ | ---------- |
| 1 | Giuseppe Martano | Tendil             | 5h 59' 31" |
| 2 | René Debenne     | Mercier Hutchinson | m. t.      |
| 3 | Roger Lapébie    | Mercier Hutchinson | m. t.      |

### 4a etapa, 1r sector
12-03-1937. Aurenja-Cavaillon, 59 km. (CRE)
|   | Ciclista      | Equip              | Temps      |
| - | ------------- | ------------------ | ---------- |
| 1 | Marco Cimatti | Individual Mercier | 1h 28' 28" |
| 2 | René Debenne  | Mercier-Hutchinson | m. t.      |
| 3 | Roger Lapébie | Mercier-Hutchinson | m. t.      |

### 4a etapa, 2n sector
12-03-1937. Cavaillon-Marsella, 176 km.
Els corredors només tenen dues hores de descans entre sector i sector de l'etapa.
Roger Lapébie manté el lideratge malgrat patir una caiguda a l'entrada del velòdrom de la ciutat de Marsella. Acaba l'etapa en la bicicleta del seu company d'equip René Le Grevès la qual cosa no és permesa pel reglament. Els comissaris decideixen neutralitzar la cursa per no penalitzar Lapébie, així el temps de l'etapa es pren a l'entrada del velódrom i no en línia de meta.
|   | Ciclista           | Equip         | Temps      |
| - | ------------------ | ------------- | ---------- |
| 1 | Giuseppe Martano   | Tendil        | 5h 18' 11" |
| 2 | Félicien Vervaecke | Alcyon-Dunlop | + 45"      |
| 3 | Jules Rossi        | Alcyon-Dunlop | +1' 02"    |

### 5a etapa, 1r sector
13-03-1937. Marsella-Toló, 71 km.
Gaspard Rinaldi creu haver guanyat l'etapa en ser el primer a passar sota la banderola d'arribada però la línia de meta es troba cinc metres més endavant. En aquest petit espai és superat per Félicien Vervaecke que s'emporta l'etapa.
|   | Ciclista            | Equip                | Temps      |
| - | ------------------- | -------------------- | ---------- |
| 1 | Félicien Vervaecke  | Alcyon-Dunlop        | 2h 07' 30" |
| 2 | Gaspard Rinaldi     | Helyett-Hutchinson   | m. t.      |
| 3 | Albert van Schendel | France Sports-Wolber | m. t.      |

### 5a etapa, 2n sector
13-03-1937. Toló-Canes, 125 km.
Els corredors només tenen dues hores de descans entre sector i sector de l'etapa.
|   | Ciclista            | Equip                | Temps      |
| - | ------------------- | -------------------- | ---------- |
| 1 | Adrien Buttafocchi  | Helyett-Hutchinson   | 3h 23' 36" |
| 2 | Giuseppe Martano    | Tendil               | + 34"      |
| 3 | Albert van Schendel | France Sports-Wolber | m. t.      |

### 6a etapa
14-03-1937. Canes-Niça, 135 km.
Arribada situada al Moll dels Estats Units. Martano abandona al xocar amb un autobús durant el descens de la Turbie.
|   | Ciclista            | Equip                | Temps      |
| - | ------------------- | -------------------- | ---------- |
| 1 | Robert Tanneveau    | Alcyon-Dunlop        | 3h 41' 29" |
| 2 | Albert van Schendel | France Sports-Wolber | +1' 38"    |
| 3 | Albertin Disseaux   | Helyett-Hutchinson   | m. t.      |

## Classificacions finals

### Classificació general
|    | Ciclista            | Equip                | Temps       |
| -- | ------------------- | -------------------- | ----------- |
| 1  | Roger Lapébie       | Mercier-Hutchinson   | 36h 00' 08" |
| 2  | Sylvain Marcaillou  | France Sports-Wolber | + 6' 39"    |
| 3  | Albert van Schendel | France Sports-Wolber | + 6' 54"    |
| 4  | Gustave Danneels    | Alcyon-Dunlop        | + 10' 22"   |
| 5  | Hubert Deltour      | Individual Alcyon    | + 11' 03"   |
| 6  | René Debenne        | Mercier-Hutchinson   | + 12' 04"   |
| 7  | Robert Tanneveau    | Alcyon-Dunlop        | + 15' 20"   |
| 8  | Sylvère Maes        | Alcyon-Dunlop        | + 16' 39"   |
| 9  | Bruno Carini        | France Sports-Wolber | + 17' 57"   |
| 10 | Marcel Kint         | Mercier-Hutchinson   | + 18' 59"   |

## Evolució de les classificacions
| Etapa (Vencedor)                         | Classificaió general |
| ---------------------------------------- | -------------------- |
| 0Etapa 1, 1r sector (René Le Grevès)     | René Le Grevès       |
| 0Etapa 1, 2n sector (Albert Beckaert)    | Marcel Kint          |
| 0Etapa 2 (Fernand Mithouard)             | Roger Lapébie        |
| 0Etapa 3 (Giuseppe Martano)              | Roger Lapébie        |
| 0Etapa 4, 1r sector (Marco Cimatti)      | Roger Lapébie        |
| 0Etapa 4, 2n sector (Giuseppe Martano)   | Roger Lapébie        |
| 0Etapa 5, 1r sector (Félicien Vervaecke) | Roger Lapébie        |
| 0Etapa 5, 2n sector (Adrien Buttafocchi) | Roger Lapébie        |
| 0Etapa 6 (Robert Tanneveau)              | Roger Lapébie        |